# Петріашвілі Василь Моїсейович
Василь Моїсейович Петріашві́лі (Петрієв) (груз. ვასილ პეტრიაშვილი; нар. 4 березня 1845, Цаласцкурі — 8 серпня 1908, Карлсбад) — російський хімік, спеціаліст у галузі хімії вина, професор.

## Біографія
Народився 20 лютого (4 березня) 1845 року в селі Цаласцкурі, поблизу Тбілісі (тепер Ґардабанський муніципалітет, Грузія). 1870 року закінчив Новоросійський університет в Одесі. Викладав там же (професор з 1879 року, ректор з 1907 року). 1873 року удосконалював освіту в лабораторії Ф. А. Кекуле в Боннському університеті. Творець і керівник Одеської санітарно-епідеміологічної станції, яка вважалася кращою в Російській імперії.
Помер в Карлсбаді 27 липня (8 серпня) 1908 року. Похований в Тбілісі на Вакійському кладовищі.

## Наукова діяльність
З 1885 року працював у галузі фізичної хімії; зібрав експериментальний матеріал, що підтверджує закон діючих мас. Автор науково-практичного підручника «Виробництво вина» (1895), в якому висвітлені технологічних особливості виробництва вина і уточнена наукова термінологія по виноградарству і виноробству грузинською мовою, а також ряду праць з агротехніки винограду. Праці:
- Влияние срывания листьев на вызревание винограда. — Вестник виноделия, 1896, № 7;
- Новый способ выделки белого вина из красного винограда. — Вестник виноделия, 1898, № 10;
- Исследование многоурожайных виноградников. — Вестник виноделия, 1902, № 10;
- Применение сернистой кислоты в виноделии. — Вестник виноделия, 1902, № 11—12;
- Применение казеина к оклеиванию вина. — Вестник виноделия, 1903; № 3.